# Anopheles courdurieri
Anopheles courdurieri är en tvåvingeart som beskrevs av Alexis Grjebine 1966. Anopheles courdurieri ingår i släktet Anopheles och familjen stickmyggor.
Artens utbredningsområde är Madagaskar. Inga underarter finns listade i Catalogue of Life.